# Antonín Hampl
Antonín Hampl (12. dubna 1874 Jaroměř – 17. května 1942 Berlín) byl český a československý odborový funkcionář a politik, meziválečný předseda Československé sociálně demokratické strany dělnické a poslanec Národního shromáždění ČSR, za druhé republiky předseda Národní strany práce; v době okupace člen domácího odboje, umučen nacisty.

## Život

### Rakousko-Uhersko
Členem sociální demokracie se stal v roce 1894.
Po vyučení v oboru strojník vystudoval Státní průmyslovou školu v Praze. Před první světovou válkou pracoval v sociálnědemokratickém odborovém hnutí, od roku 1910 působil jako tajemník Svazu kovodělníků. Od roku 1924 pracoval jako ředitel Ústřední sociální pojišťovny.

### První republika
Od července 1918 byl členem Národního výboru československého. Po celé období první republiky pak zastával v Národním shromáždění poslanecký mandát.
V letech 1918–1920 zasedal za sociální demokracii v Revolučním národním shromáždění. Byl profesí tajemník Svazu českých kovodělníků. V parlamentních volbách v roce 1920 získal za sociální demokracii poslanecké křeslo v Národním shromáždění. Obhájil ho v parlamentních volbách v roce 1925, parlamentních volbách v roce 1929 a parlamentních volbách v roce 1935. Poslanecký post si oficiálně podržel do zrušení parlamentu roku 1939. V roce 1920 se významně zasadil o vypracování a přijetí zákona o účasti zaměstnanců v hornictví na správě dolů a jejich podílu na zisku a také zákona o závodních a revírních radách v hornictví.
V letech 1919–1920 působil jako ministr veřejných prací v první Tusarově vládě. Od rozkolu s komunisty byl politickým vůdcem Československé sociálně demokratické strany dělnické a v období 1924–1938 jejím předsedou. V celém období let 1918–1938 byl členem představenstva strany.
Coby předseda strany ji zvládl stabilizovat po rozkolu z počátku 20. let. Byl jedním z tvůrců koaliční spolupráce sociálních demokratů s demokratickými občanskými stranami. V polovině 30. let se pokoušel získat komunisty pro společnou obranu proti fašismu, pouze však za podmínky, že se vzdají svých myšlenek na diktaturu proletariátu a budou provádět konstruktivní politiku. Tato jeho výzva komunistům, aby se navrátili do společné strany, stručně formulovaná: „Hoši, z vandru domů!“, však neměla ohlas.
Byl aktivní též publicisticky. Mezi jeho dílo patří spisy Kolektivní smlouvy pracovní a Z krise ven (1935), v níž navrhoval posílení státní sociální a investiční politiky jako způsob překonání hospodářské krize.

### Druhá republika a období protektorátu
Po dočasném zániku strany v roce 1938 se stal předsedou nově vzniklé Národní strany práce (do roku 1939). V listopadu 1938 patřil mezi iniciátory kandidatury Emila Háchy do funkce prezidenta Československa.
Do odboje vstoupil s příchodem nacistů, zprostředkovával kontakt mezi 2. odbojem a vládou Aloise Eliáše. K jeho zatčení došlo nejprve 1. září 1939, následně byl po dvou týdnech díky přímluvě protektorátní vlády propuštěn. Opět byl gestapem zajat 6. května 1941 společně s dalšími představiteli bývalé sociálně demokratické strany. Po několik týdnů byl vězněn v Praze na Pankráci a pak deportován do věznice Moabit v Berlíně. V ní byl mučen a těmto zraněním v květnu 1942 podlehl.

## Ohlas
V roce 1946 mu byla na náměstí v rodné Jaroměři odhalena pamětní deska, později odstraněná. 12. dubna 1999 odhalena nová pamětní deska. Bronzová pamětní deska byla po válce umístěna i na jeho domě na pražské Ořechovce ve Východní 248/24, ta však byla za minulého režimu také odstraněna.
V Hrádku u Rokycan po něm byla za první republiky nazvána čtvrť družstevních domků Hamplov.